# Squadra Med - Il coraggio delle donne
Squadra Med - Il coraggio delle donne (Strong Medicine) è una serie televisiva di ambientazione medica incentrata su problematiche femminili a carattere sanitario, sociale e spesso economico.
La serie è stata lanciata negli USA dal canale Lifetime il 23 luglio 2000 ed è stata trasmessa per sei anni. Nel 2005 il network ha annunciato la decisione di cancellare il programma dai palinsesti, e l'ultima puntata è stata trasmessa il 5 febbraio 2006. Distribuita dalla Sony Pictures, la serie TV è stata creata e prodotta da Whoopi Goldberg, attrice notoriamente sensibile a tematiche sociali che ha partecipato anche ad alcuni episodi, incluso il pilota, nel ruolo della stimata dottoressa Lydia Emerson.
In Italia, la serie è stata trasmessa in chiaro da Canale 5, dal 2003 al 2007, principalmente al mattino o nei pomeriggi estivi.

## Trama
La serie è ambientata nel prestigioso (e fittizio) Rittenhouse Hospital di Filadelfia, nel pronto soccorso ma soprattutto nella clinica gratuita ospitata dall'ospedale e diretta dall'impulsiva Luisa Delgado, giovane ed eccellente diagnosta che preferisce, all'appellativo di dottoressa, il vezzeggiativo "Lu". L'ospedale si occupa quindi di curare pazienti (principalmente donne) appartenenti sia alla classe agiata, sia ai ceti più poveri che frequentano il centro di Lu.
Oltre ai pazienti, anche i membri dello staff del Rittenhouse appartengono a un panorama sociale variegato, il che è sempre stato evidente nei confronti, nei contrasti ed eventualmente nelle amicizie fra Luisa Delgado, liberale, immigrata portoricana, di umili origini, e i medici colleghi che cooperano con lei alla gestione della clinica, che si occupano generalmente di pazienti abbienti e incarnano valori conservatori. Questo ruolo di spalla è stato ricoperto da differenti personaggi nelle varie stagioni: la dottoressa Dana Stowe, ricercatrice figlia di un medico di successo candidato al Nobel, la dottoressa Andy Campbell, ex medico militare, e infine il dottor Dylan West, primo ginecologo uomo protagonista del telefilm ed ex conoscenza di Lu. Tutti questi personaggi, comunque, sono spesso catapultati in situazioni difficili, talvolta al limite del paradossale, che divengono occasione di introspezione, messa in discussione dei valori degli stessi protagonisti, o scelte problematiche.

## Episodi
| Stagione         | Episodi | Prima TV originale | Prima TV Italia |
| ---------------- | ------- | ------------------ | --------------- |
| Prima stagione   | 22      | 2000-2001          | 2003            |
| Seconda stagione | 22      | 2001-2002          | 2003            |
| Terza stagione   | 22      | 2002-2003          | 2005            |
| Quarta stagione  | 22      | 2003-2004          | 2005            |
| Quinta stagione  | 22      | 2004-2005          | 2007            |
| Sesta stagione   | 22      | 2005-2006          | 2007            |

## Personaggi principali

### Dr.ssa Luisa "Lu" Delgado
(interpretata da Rosa Blasi)
Lavora nella South Pilly Woman's Clinic, clinica gratuita di Filadelfia da lei stessa fondata, assorbita poi dal Rittenhouse Hospital e ribattezzata, nell'episodio pilota, "Rittenhouse Women's Health Center". Qui, oltre a fornire cure mediche, organizza gruppi di ascolto con cui si aprono la maggioranza degli episodi delle stagioni centrali della serie. Come cittadino prima ancora che come medico, Lu si trova spesso ad affrontare situazioni riguardo alle difficoltà di classe e problematiche inerenti povertà, droga, debiti e sfruttamento. Dall'episodio pilota, sappiamo che è cresciuta con la nonna, Isabel Santana, immigrata del Portorico, mentre la madre morì di cancro al seno quando Lu era ancora una bambina. Decide quindi di iscriversi a medicina, fra varie difficoltà, economiche ma dettate anche dalla nascita del figlio, Marc (presente nelle prime 4 stagioni) quando era ancora adolescente.
Sul piano personale, fino alla fine la dottoressa Delgado non ha avuto particolare fortuna sul piano delle relazioni sentimentali, almeno fino all'ultima serie, in cui sposerà il miliardario Jonas Rey, coinvolto poi in uno scandalo finanziario. Nell'episodio conclusivo, darà la luce alla loro prima figlia, Milagros, grazie a un parto cesareo che dovette iniziare lo stesso marito perché i due erano rimasti coinvolti in un'esplosione.

### Peter Riggs
(interpretato da Joshua Cox)
Infermiere ed ostetrico, pratica il buddismo e si interessa anche di pratiche mediche alternative. Svolge un ruolo importante e spesso è artefice di osservazioni sociopolitiche che spingono, di volta in volta, Lu o il medico che le fa da spalla, a prendere particolari decisioni.
Fu anche capo del movimento sindacalista degli infermieri della serie. Nell'episodio della seconda stagione, in cui compare come guest star Mary J. Blige, attraverso un lungo flashback scopriamo del suo incontro con Lu quando suonava ancora in un gruppo.
Latin lover, lo vediamo con diverse ragazze nelle prime stagioni, fino all'ultima, in cui stringerà un rapporto serio con la dottoressa Kyla Thornton.

### Lana Hawkins
(interpretata da Jenifer Lewis)
Lana è l'addetta all'accettazione dell'ambulatorio di Lu, prima ancora che questo fosse incluso al Rittenhouse.
Ex prostituta, probabilmente per mantenere i figli, come si evince in alcuni episodi, sappiamo dall'episodio della seconda stagione, in cui compare anche Mary J. Blige, che incontra Lu e Peter nello stesso bar in cui questi suonava col suo gruppo.
Ha due figli, Harry, ufficiale della Marina, e Maurice, un artista scapestrato che, dopo tempo, si presenta dalla madre fingendo di avere ora una moglie e un figlio per spillarle denaro.
Il suo personaggio è centrale nell'ambulatorio, e conosce i segreti di tutti i suoi componenti, e ha spesso l'abitudine di parlare di sé in terza persona. Durante la serie, la vediamo reiscriversi a scuola, prendere il diploma serale e quindi iscriversi al college, prendendo la laurea in psicologia. Successivamente, Lu la include fra i consulenti di supporto del suo gruppo di ascolto, aiutandola a conseguire la specializzazione. L'amicizia con lei fu infatti sempre profonda e sincera, e sarà anche damigella d'onore al matrimonio della dottoressa.

### Dr.ssa Dana Stowe
(interpretata da Janine Turner)
Single e molto presa dalla carriera, deciderà di avere un figlio da sola ricorrendo all'inseminazione artificiale: chiederà aiuto a molti conoscenti fino a riceverlo dallo stesso Peter, ma tuttavia fallirà nel tentativo, non riuscendo a rimanere incinta. Uscirà di scena proprio per occuparsi di una bambina sieropositiva nata al Rittenhouse da una madre tossicodipendente che finirà con l'abbandonarla: sarà quindi Dana ad adottarla capendo che la maternità può nascere anche dal cuore.

### Dr.ssa Andy Campbell
(interpretata da Patricia Richardson)
Ex colonnello medico dell'esercito, Andy è in realtà una donna sensibile e attenta alle problematiche sociali. Avvezza alla vita militare (in alcuni episodi racconta di avere preso parte alla guerra del golfo) chiama spesso i suoi collaboratori per cognome e ha un rapporto conflittuale col padre, ex generale dell'esercito ora gravemente malato (l'uomo compare in alcuni episodi). Sposata con Les e madre dell'adolescente Jessie e della piccola Liz, fatica spesso a conciliare il suo ruolo di madre con quello di medico. In seguito alla frustrazione del marito, che ha perso il lavoro per seguirla nel suo nuovo incarico a Filadelfia presso la Rittenhouse, Andy finirà col subire un episodio di violenza domestica che porterà la coppia al divorzio. Successivamente, Andy intraprenderà una relazione con il cardiochirurgo Milo Morton.

### Dr. Dylan West
(interpretato da Rick Schroder)